# Steen Ankerdal
Steen Ankerdal (født 3. januar 1948, død 12. august 2014) var en dansk journalist, studievært og forfatter.

## Karriere
Ankerdal blev uddannet lærer fra Blaagaard Seminarium i 1970 og begyndte sin journalistiske karriere året forinden på Kristeligt Dagblad, hvor han var til 1978. Sideløbende arbejdede han som lærer i Hvidovre. Han helligede sig fra 1978 journalistikken på fuld tid og blev ansat på Ritzau, 1979-1986 på Berlingske Tidende, 1986-1987 på Billed-Bladet og 1987-1988 på Det Fri Aktuelt. I 1988 kom Steen Ankerdal til det dengang nyetablerede TV 2 som sportsreporter. I 1994 blev han sportschef på Ekstra Bladet, og i 1998 skiftede han til en lignende stilling ved Berlingske Tidende. Siden 2000 har han været freelance med opgaver for bl.a. TV 2, B.T. og Kanal 5. 
Han var flere gange formand for Danske Sportsjournalister, senest fra 2003 til 2011.

## Privat
Steen Ankerdal fik i 2009 konstateret kræft, som han kæmpede med de sidste fem år af sit liv. Han døde 12. august 2014 på Rigshospitalet i København. Han blev bisat fra Jesuskirken i Valby den 19. august.
Steen Ankerdal var far til Morten Ankerdal.